# Ryszard Szczepański
Ryszard Władysław Szczepański (ur. 10 stycznia 1935 w Grudziądzu) – lekkoatleta, biegacz średnio- i długodystansowy, wicemistrz Polski seniorów, mistrz Polski juniorów, trener mistrza olimpijskiego Bronisława Malinowskiego, działacz sportowy i społeczny.

## Życiorys
Karierę sportową rozpoczął w 1948 roku i działał do 2013 roku. Jako zawodnik reprezentował barwy Grudziądzkiego Klubu Sportowego „Olimpia”, CWKS Warszawa i OWKS Bydgoszcz (obecnie Legia i Zawisza Bydgoszcz). Biegał średnie i długie dystanse. W roku 1953 został mistrzem Polski juniorów na 1500 m. W latach 1956–57 reprezentował barwy narodowe na kilkunastu różnych imprezach w Europie. W 1956 roku w biegu na 5 km w Sztokholmie zajął drugie miejsce za Anglikiem Gordonem Pirie, pokonując późniejszego wicemistrza olimpijskiego Australijczyka Laorence. W 1958 roku zdobył srebrny medal mistrzostw Polski seniorów w biegu przełajowym na 3 kilometry. Komplikacje zdrowotne uniemożliwiły mu kontynuowanie kariery biegacza. Zajął się wychowywaniem młodzieży. Jako trener wychował kilkunastu reprezentantów Polski w kategorii juniorów i seniorów. Był trenerem trzykrotnego uczestnika Igrzysk Olimpijskich, w tym złotego i srebrnego medalisty olimpijskiego, Bronisława Malinowskiego.
Długoletni prezes GKS Olimpia. Przez kilka kadencji był członkiem zarządu Polskiego Związku Lekkiej Atletyki, członkiem Stowarzyszenia Sportu Dzieci i Młodzieży w Warszawie oraz prezesem Okręgowego Związku Lekkiej Atletyki.
W latach 1982–2013 był organizatorem licznych Memoriałów i Biegów Ulicznych im. Bronisława Malinowskiego oraz Czwartków Lekkoatletycznych. W 2003 roku za osiągnięcia w upowszechnianiu masowej kultury fizycznej został odznaczony przez prezydenta Aleksandra Kwaśniewskiego Krzyżem Oficerskim Orderu Odrodzenia Polski.
W wyborach samorządowych w 2002 bezskutecznie kandydował z listy SLD–UP do rady miejskiej Grudziądza. W 2006 uzyskał mandat radnego z listy lokalnego komitetu. W 2010 nie odnowił mandatu.
Inicjator czynów społecznych przy budowie i modernizacji stadionu miejskiego GKS Olimpia.
Honorowy prezes GKS Olimpia Grudziądz.
11 lutego 2025 otrzymał tytuł Honorowego Obywatela Grudziądza.